# Erick Lonnis
Erick Lonnis Bolaños (San José, 9 de setembro de 1965) é um ex-futebolista costarriquenho. Famoso por suas defesas difíceis e pela elasticidade, é considerado um dos melhores goleiros da história do futebol centro-americano.

## Carreira
Revelado pelo Turrialba em 1985, Lonnis jogou boa parte de sua carreira no Saprissa, onde chegou em 1993. Anteriormente, havia jogado pelo Cartaginés e pelo Carmelita.
Teve ainda uma meteória passagem pelo Alajuelense, entre 1997 e 1998, antes de voltar ao Saprissa. Uma lesão forçou a aposentadoria do goleiro, em 2003.

## Seleção
Pela Seleção da Costa Rica, Lonnis jogou 77 partidas entre 1992 e 2002, sendo o capitão dos Ticos na Copa de 2002.